# Île aux Lièvres (fleuve Saint-Laurent)
Pour les articles homonymes, voir Île aux Lièvres.
L'île aux Lièvres est une île du fleuve Saint-Laurent, au Québec, située entre Saint-Siméon et Rivière-du-Loup, à proximité des Îles du Pot à l'Eau-de-Vie. Cette île fait partie de la municipalité de Saint-André-de-Kamouraska, dans la municipalité régionale de comté (MRC) de Kamouraska, dans la région administrative du Bas-Saint-Laurent, dans la province de  Québec, au Canada.
L'île comporte un sentier de marche. Le trajet du traversier entre Saint-Siméon et Rivière-du-Loup passe du côté sud de l'île aux Lièvres.

## Géographie
Cette île inhabitée est la plus importante du Parc marin du Saguenay–Saint-Laurent. Elle comporte une longueur de 13 km et une largeur maximale de 1,6 km dans sa partie nord. Elle est entourée de quelques petites îles en amont et en aval. Le chenal du Nord sépare l'île aux Lièvres de la côte de Charlevoix; la distance entre cette île et le cap de la Tête au Chien, dans Saint-Siméon, est de 7,7 km. Le Chenal du Sud sépare l'île aux Lièvres de la côte du Bas-Saint-Laurent; la distance entre cette île et la Pointe du Parc-de-l'Amitié de la paroisse St-Patrice de Rivière-du-Loup, est de 11,1 km. La « Passe de l'Île aux Lièvres » sert de passage à la navigation entre la pointe sud (désignée « Le Petit Havre ») de l'île aux Lièvres et l'île aux Fraises (située au sud). Trois petites îles situées dans Le Chenal du Pot à l'Eau-de-Vie, soit à l'est de l'Anse à Warden de la partie nord de l'île aux Lièvres, sont identifiées: le Gros Pot, Le Pot du Phare et Le Petit Pot.
La rive Est de l'île aux Lièvres comporte l'Anse des Bergeron et le Petit havre à Souverain (partie sud), Les Cayes (banc de sable), l'Anse de la Souche, l'Anse des Rioux et l'Anse Double (partie centrale), ainsi que l'Anse à Warden et l'Anse à Bonhomme-Bouchard (partie nord). La rive Ouest de l'île aux Lièvres comporte l'Anse de Sable (partie nord), l'Anse du Noyé et l'Anse à Arthur-Jean (partie centrale) et la Roche Blanche (partie sud). La partie nord de l'île est désignée « Le Bout d'en Bas ».
Presque tout le tour de l'île est entouré de grès à marée basse. Les battures de l'Île Blanche sont situées jusqu'au nord de l'île.

## Géologie, faune et flore
L’assise rocheuse de l’île aux Lièvres est constituée de shales argileux contenant localement des lits de conglomérat, de calcaire, d’orthoquartzite et de grès feldspathiques. Ces shales sont recouverts d’une mince couche de dépôts meubles d’origine littorale. Les sols y sont minces et les affleurements rocheux abondants. L’altitude maximale du territoire atteint 86 mètres. 
La majorité de l’île aux Lièvres est couverte par la sapinière à bouleau blanc à l’exception des zones les plus élevées. Le couvert forestier de l’île a été affecté par un feu en 1922, par une exploitation forestière intensive au début des années 1950 et par plusieurs épidémies de tordeuse des bourgeons de l’épinette entre 1975 et 1985. La flore arbustive de l’île est relativement pauvre en raison de l’abondance du lièvre d’Amérique et du broutement des espèces ligneuses composant cette strate, laquelle est dominée par le sapin baumier, le bouleau à papier, le peuplier faux-tremble, le cornouiller stolonifère, la viorne comestible et l’if du Canada. 
De la cinquantaine d’espèces d’oiseaux forestiers peuplant l’île, les plus abondantes sont la grive à dos olive, le bruant à gorge blanche, la paruline à poitrine baie, le merle d’Amérique, la paruline à joues grises, le bruant fauve et la paruline obscure. Plusieurs espèces de rapaces diurnes ou nocturnes y ont été observés dont : la petite nyctale, le petit-duc maculé, le grand-duc d’Amérique, la chouette rayée, l’autour des palombes, l’épervier brun, le balbuzard pêcheur, le faucon émerillon et le busard Saint-Martin. La gélinotte huppée, introduite en 1990 et 1991, est désormais omniprésente. À l’exception de la présence occasionnelle du renard roux, le lièvre d’Amérique, le rat musqué, le campagnol des champs et la souris sylvestre sont les seuls mammifères terrestres habitant l’île. On y observe également la présence de la petite chauve-souris brune.

## Société Duvetnor
L'île est la propriété de la Société Duvetnor à 7 %, un organisme à but non lucratif voué à la protection de la faune et de son habitat dans les îles du moyen estuaire du Saint-Laurent. Cet OBNL offre, entre autres destinations, des activités écotouristiques sur l'île aux Lièvres dont la randonnée pédestre, l'observation des oiseaux et de la nature ainsi que des séjours en camping sauvage, auberge ou maisonnettes. Duvetnor procède également à la cueillette du duvet de l'eider, un canard marin qui niche sur certaines îles de l'estuaire. Également, on retrouve entre autres espèces sur les îles que possède et/ou gère la Société, une abondante colonie de phoques et d'oiseaux de la famille des Alcidés comme le petit pingouin, le guillemot marmette et le guillemot à miroir. À noter que la Société Duvetnor possédait 100 % de l'île aux Lièvres pendant plus de 30 ans jusqu'à l'achat de la presque totalité par le gouvernement du Québec en 2013.

## Protection du territoire et intérêt de conservation
À la suite de l'acquisition de 93 % de l'île aux Lièvres en décembre 2012, le ministère du Développement durable, de l'Environnement, de la Faune et des Parcs a procédé, en août 2013, à la création de la réserve de biodiversité projetée de l'île-aux-Lièvres, en vertu de la Loi sur la conservation du patrimoine naturel.
L’île aux Lièvres fait partie d’une vingtaine d’îles entre Kamouraska et le point de confluence du Saguenay et du Saint-Laurent. Ces îles et l’espace marin qui les sépare sont d’une importance majeure pour la sauvagine et la faune marine. Ces îles sont la propriété de plusieurs partenaires soit, le Service canadien de la faune, Conservation de la nature Canada, la Société Duvetnor et maintenant, le MDDEFP. Notons que ce dernier possède l’élément central de cette aire de conservation, soit l’île aux Lièvres qui se trouve également être la plus grande de toutes les îles. La localisation et la grandeur de cette île en font la clé de voûte de la conservation de la faune de l’estuaire du Saint-Laurent. Un quelconque développement ou un événement majeur allant à l’encontre de la conservation de cette île mettrait sérieusement en péril la survie de l’ensemble des colonies d’oiseaux et l’intégrité des îles satellites.
Notons particulièrement que les battures de l’île aux Lièvres sont très fréquentées par la faune de l’estuaire. Elles sont entre autres un lieu d’élevage important pour l’eider à duvet en plus d’être un site très utilisé par les phoques gris et les phoques communs et un site de frai notable pour le hareng.

## Toponymie
Son nom, d'une très grande stabilité au cours des siècles, remonte au 16 mai 1536. Jacques Cartier y aborde en effet ce jour-là, trouve « grand nombre de lièvres » dont ses hommes se nourrissent et, pour cette raison, la nomme « l'isle es Liepvres ».
Le toponyme «Île aux Lièvres» a été officialisé le 5 décembre 1988 à la Banque des noms de lieux de la Commission de toponymie du Québec. 

## Galerie

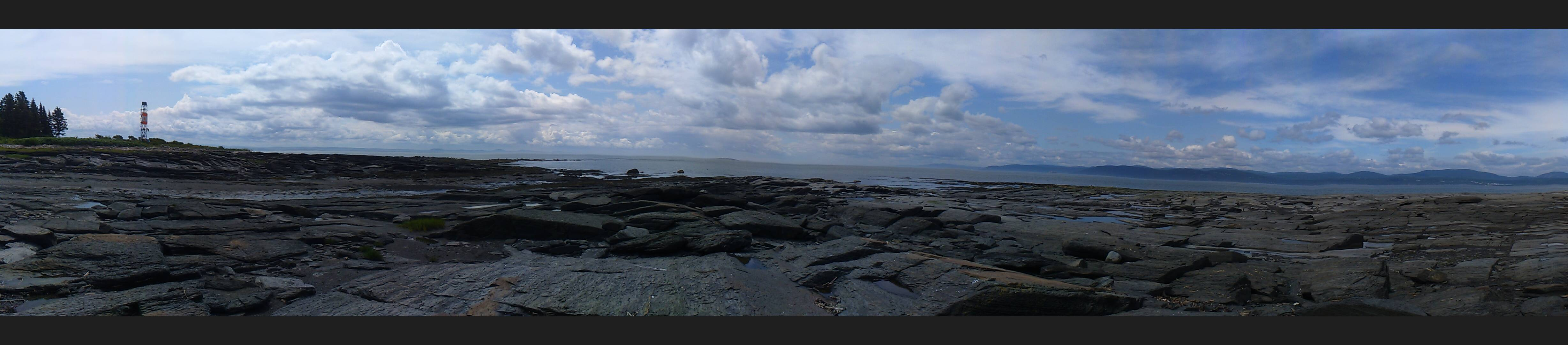
Vue panoramique vue de la Pointe Ouest de l'Île-aux-Lièvres
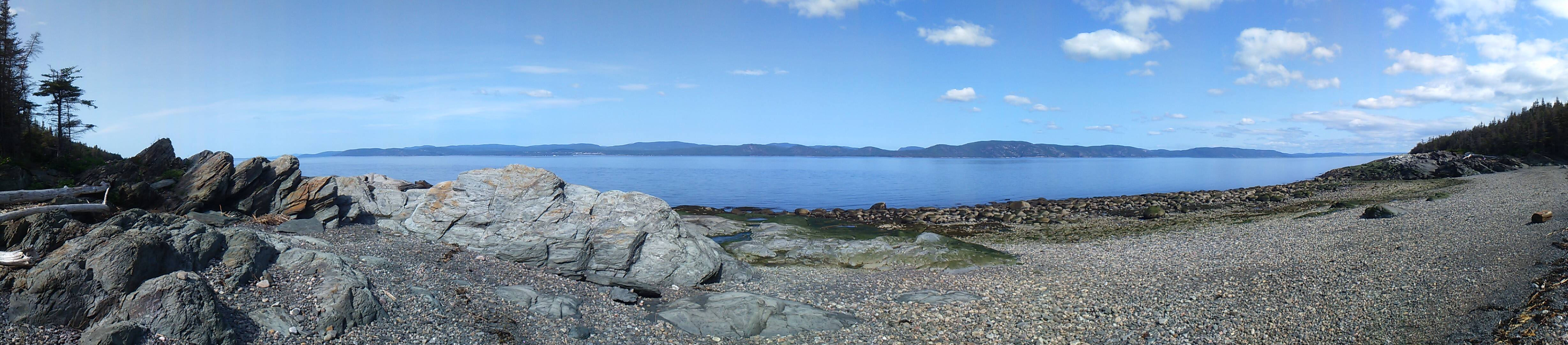
Plage de Pointe aux Cayes, Île-aux-Lièvres
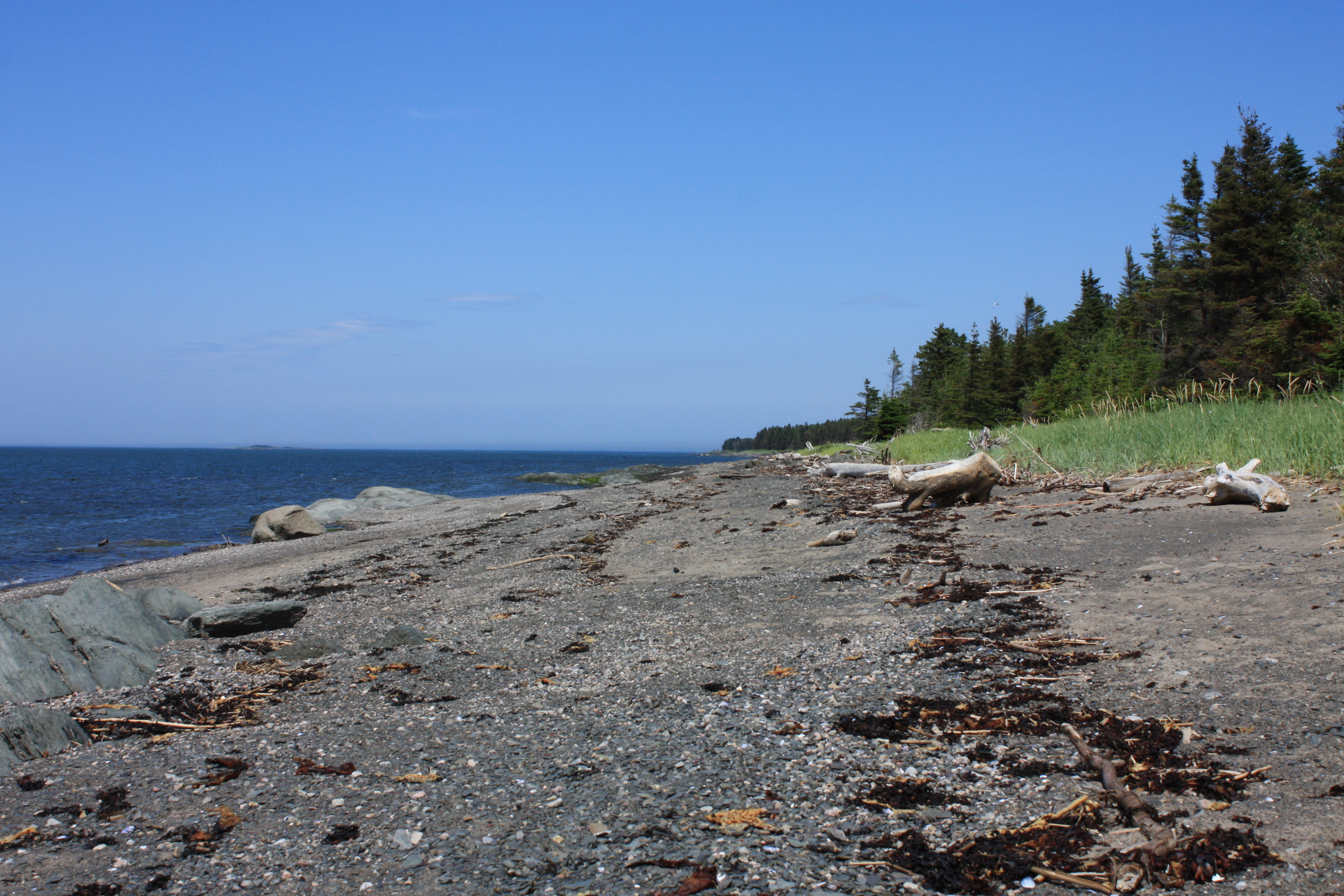
Pointe est de l'Anse de Sable, Île-aux-Lièvres
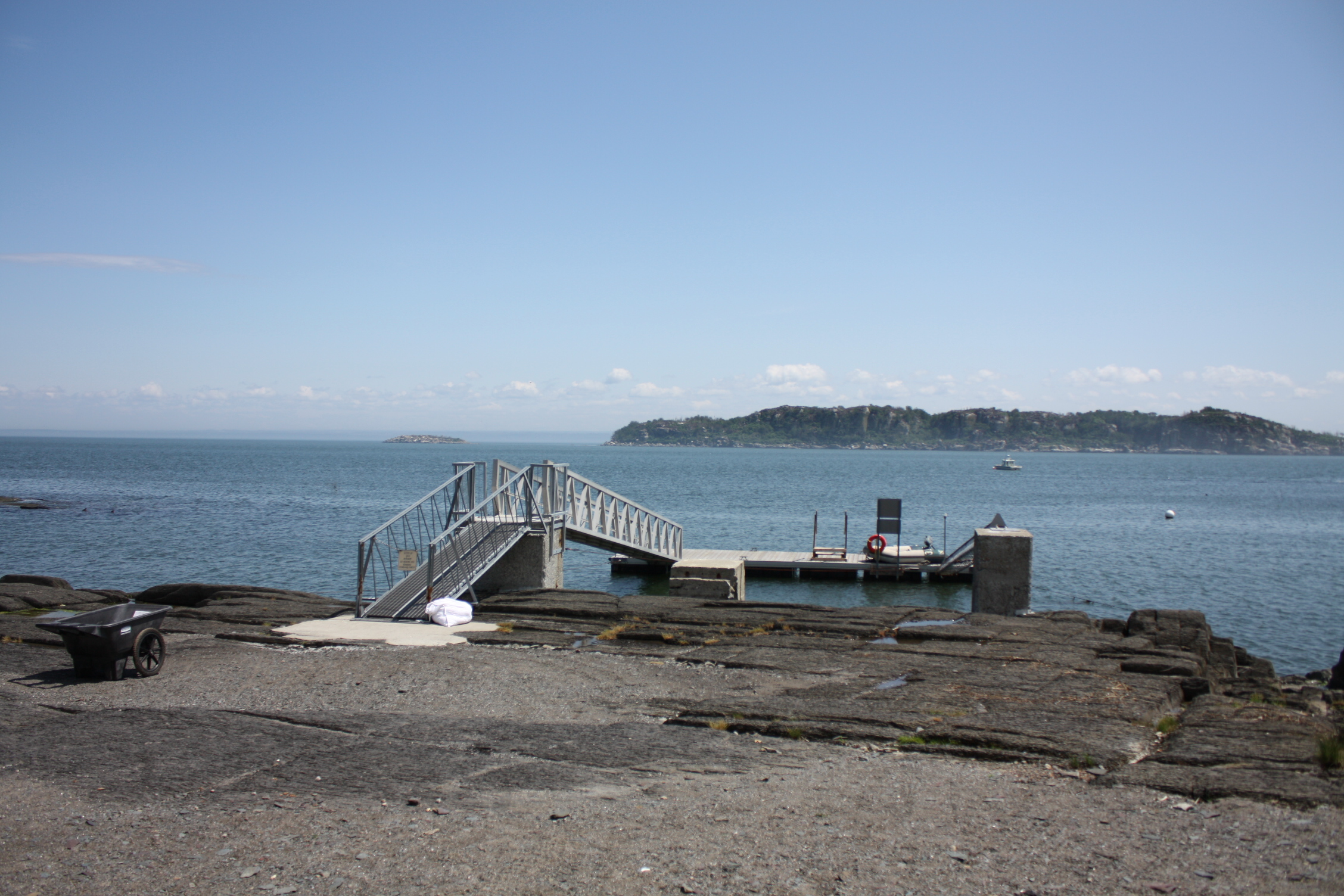
Quai de l'Anse à Bonhomme-Bouchard, Île-aux-Lièvres
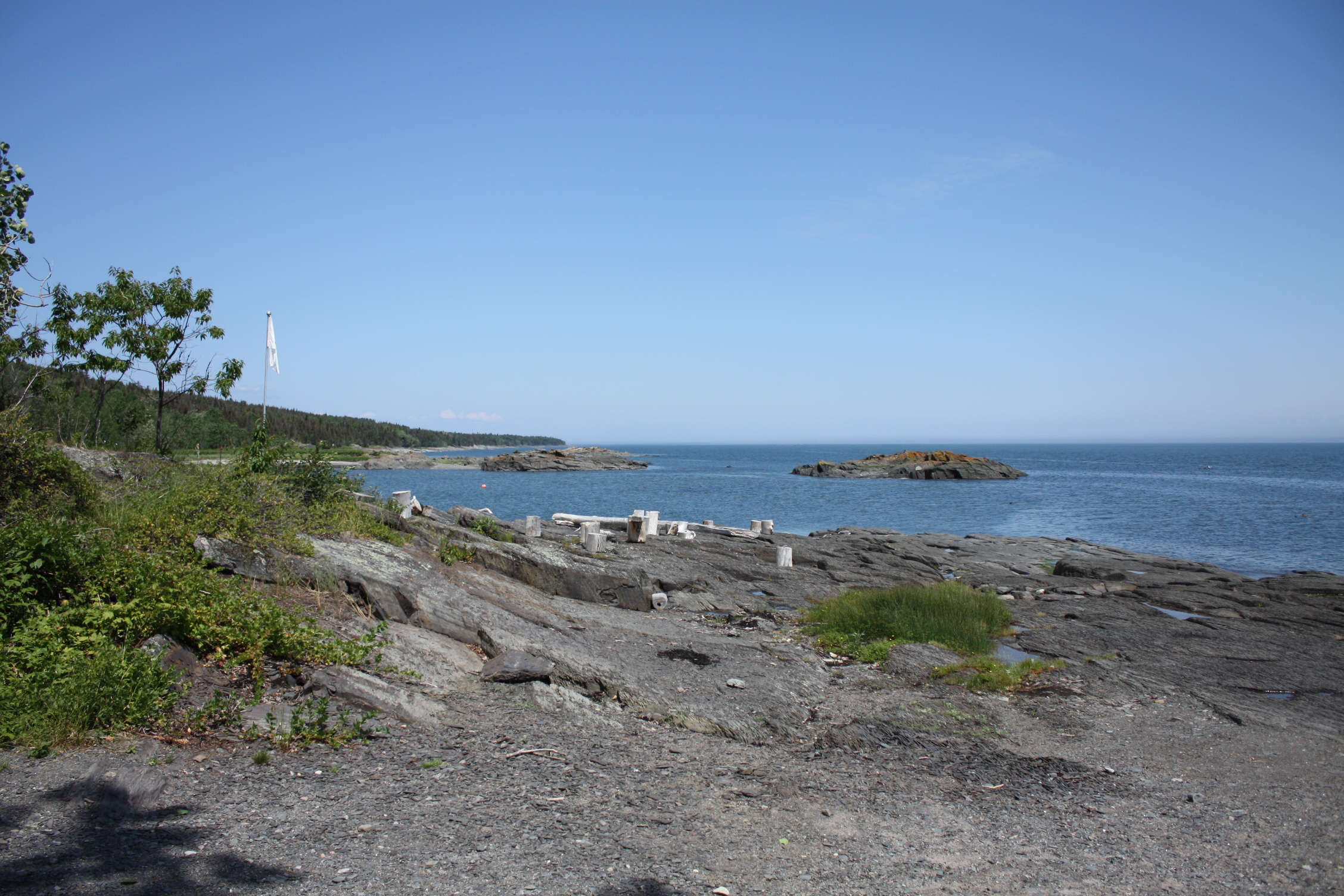
Anse à Bonhomme-Bouchard, Île-aux-Lièvres